# Music Office Bop Wind
Music Office Bop Windは宮城県仙台市に所在するジャズとサックス専門の音楽事務所。ジャズと木管楽器であるサックスにおける事業を展開している。(株式会社バップウィンドとは、別組織である。）

## 主な事業
- サックスを軸とした演奏受託事業

サックスプレイヤー熊谷駿を軸にサックスの生演奏の演奏受託を行っている。
毎年2回「BEBOP EXPRESS」、「BOP CASTLE」というジャズコンサートを企画しており、これまで全10公演行っている。
- サックスにおける教育事業

2017年3月よりサックス専門音楽教室『Bop Wind Music School』を宮城県仙台市で開講する。
- サックスにおけるオリジナル製品開発・販売事業

サックスリガチャーの特許3件保有しており、その特許を用いた「ワイヤーリガチャー 」、「レゾブリガチャー」等を販売している。
- ヴィンテージサックスレンタル事業

ヴィンテージサックスを中心に多くのサックスを保有しており、サックスフェスタや企業向けのイベントを中心にレンタルを行っている。